# Simmondsia chinensis
Simmondsia chinensis és un arbust originari dels semideserts d'Amèrica del Nord (desert de Mojave, Arizona, Califòrnia i Mèxic). Es tracta de l'única espècie de la família Simmondsiaceae, classificada dins de l'ordre cariofil·lal. Malgrat el seu nom científic Simmondsia chinensis no és originària de la Xina. El nom popular emprat en anglès jojoba prové dels indígenes nord-americans els o'odham.
S. chinensis fa fins a 2 m d'alt. Les fulles són oposades de 2x3cm i de color glauc. És una planta dioica amb peus mascles i femelles separats. El fruit és una càpsula, la llavor madura és ovalada amb un contingut en cera líquida del 58%.
Es cultiva en llocs semiàrids de gran part del món pel seu èster una mena de cera líquida que substitueix l'espermaceti que abans s'obtenia del crani dels catxalots. Aquesta planta també s'ha utilitzat per combatre la desertificació del desert de Thar al nord de l'Índia.